# Chuyến bay 006 của Singapore Airlines
Chuyến bay 006 của Singapore Airlines (SQ006 / SIA006) [a] là chuyến bay chở khách theo lịch trình của Singapore Airlines từ Sân bay Changi Singapore đến Sân bay quốc tế Los Angeles qua Sân bay quốc tế Tưởng Giới Thạch (nay là Sân bay quốc tế Đào Viên Đài Loan) tại Đài Bắc, Đài Loan. Vào ngày 31 tháng 10 năm 2000, lúc 23:17 giờ địa phương Đài Bắc (15:17 UTC), 9V-SPK left Bay B5 chiếc Boeing 747-412 đang vận hành chuyến bay đã cố gắng cất cánh từ đường băng sai tại sân bay quốc tế Tưởng Giới Thạch trong một cơn bão. Máy bay đã đâm vào thiết bị xây dựng trên đường băng, làm 81 trong số 179 hành khách thiệt mạng, trong đó có 1 hành khách người Việt Nam. 98 ban đầu sống sót sau vụ va chạm, nhưng hai hành khách đã chết sau đó vì bị thương trong bệnh viện. Tính đến năm 2018, vụ tai nạn là vụ chết người thứ ba trên đất Đài Loan. Đó là tai nạn chết người đầu tiên liên quan đến một chiếc Boeing 747-400, và vụ tai nạn đầu tiên và duy nhất của Singapore Airlines dẫn đến tử vong. Nó cũng là chiếc 747-400 thứ hai bị xóa sổ, chiếc còn lại là B-165 tại sân bay quốc tế Kai Tak.